# اریک گوتیه
اریک گوتیه (به فرانسوی: Éric Gautier) زادهٔ ۲ آوریل ۱۹۶۱ در پاریس، فیلمبردار فرانسوی است.

## زندگی‌نامه
اریک گوتیه فارغ‌التحصیل دانشگاه پاریس ۳: سوربن جدید و مدرسه ملی عکاسی و سینما (École nationale de photographie et cinématographie) است. سرآغاز کار او در ۱۹۸۲ به عنوان دستیار فیلمبردار در فیلم "زندگی یک رمان است" ("La vie est un roman") به کارگردانی آلن رنه بود.
او عضو انجمن مدیران عکاسی و فیلمبرداری فرانسه (AFC) و شوهرناتالی بوتفو هنرپیشه است.

## آثار مهم
گوتیه مدیر فیلمبرداری بیش از ۴۰ فیلم بوده که از میان آنها می‌توان به موارد زیر اشاره کرد:
- سوءاستفاده‌های یک دون ژوان جوان (۱۹۸۷)
- صد و یک شب (فیلم) (۱۹۹۵)
- هرکس مرا دوست دارد می‌تواند سوار قطار شود (۱۹۹۸)
- راهنمایی برای تشخیص قدیسان تو (۲۰۰۷)
- خاکستر خالص‌ترین سفید است (۲۰۱۸)
- لیلا در حیفا (۲۰۲۰)